# Josepha Madigan

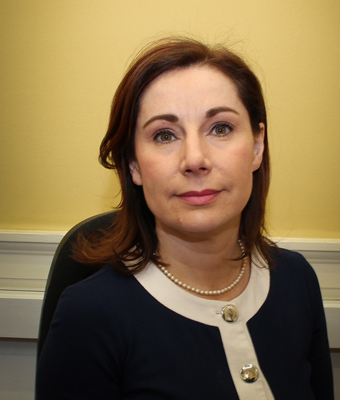
Josepha Madigan (2016)

Josepha Madigan (irisch Seosaimhín Ní Mhadagáin; * 21. Mai 1970 in Dublin) ist eine irische Politikerin der Fine Gael (GP). Sie war bis Juni 2020 in der Regierung Martin I Staatsministerin für Medien, Tourismus, Kunst, Kultur, Sport und der Gaeltacht, von 2020 bis April 2024 versah sie das neugeschaffene Amt der Staatsministerin für Fördererziehung und Inklusion.	

## Leben
Madigan studierte Rechtswissenschaften am Trinity College Dublin und Rechtsanwältin. Sie berichtete selbst, dass sie Opfer eines Sexualdelikts wurde. Spezialisiert hat sie sich auf Familienrecht und Mediation.
Von 2014 bis 2016 war sie in den Dún Laoghaire–Rathdown County Council gewählt worden. Die Partei stellte sie dann auch zur Unterhauswahl auf. Bei den Wahlen am 26. Februar 2016 wurde sie für die Fine Gael im Wahlkreis Dublin Rathdown erstmals zum Mitglied (Teachta Dála) des Dáil Éireann, des Unterhauses des Parlaments (Oireachtas), gewählt.
Am 30. November 2017 wurde sie zur Ministerin für Medien, Tourismus, Kunst, Kultur, Sport und der Gaeltacht (Minister for Media, Tourism, Arts, Culture, Sport and the Gaeltacht) in die Regierung Varadkar I berufen. Mit dem 1. Juli 2020 wechselte sie dann das Ministeramt und wurde Minister of State at the Department of Education (mit der Verantwortung für Fördererziehung und Inklusion – Special Education and Inclusion).
Am 22. März 2024 erklärte sie ihren Rücktritt als Staatsministerin, und dass sie bei den kommenden Wahlen nicht erneut antreten werde.
Josepha Madigan ist seit 2002 mit Finbarr Hayes verheiratet. Aus dieser Ehe gingen zwei Kinder hervor. Sie hat sich von ihrem Ehemann inzwischen getrennt und strebt die Scheidung an.